# Саратовський академічний театр драми імені Івана Слонова
Сара́товський академі́чний драмати́чний теа́тр і́мені І. А. Слоно́ва (рос. Саратовский академический театр драмы имени И. А. Слонова) — академічний драматичний театр у обласному центрі Росії місті Саратові; один з найстаріших театрів держави (заснований 1802 року).

## Історія
Театр носить ім'я Івана Артемійовича Слонова, який значну частину свого життя пов'язав із цим театром.
З 1974 по 1993 рік у театрі працював режисером, а потім головним режисером Олександр Дзекун. На сцені театру він поставив чимало видатних спектаклів.
На сцені театру грали народні артисти СРСР Борис Андрєєв, Валентина Єрмакова, Олег Янковський, народна артистка Російської РФСР Лівія Шутова.